# Retable de la Trinité

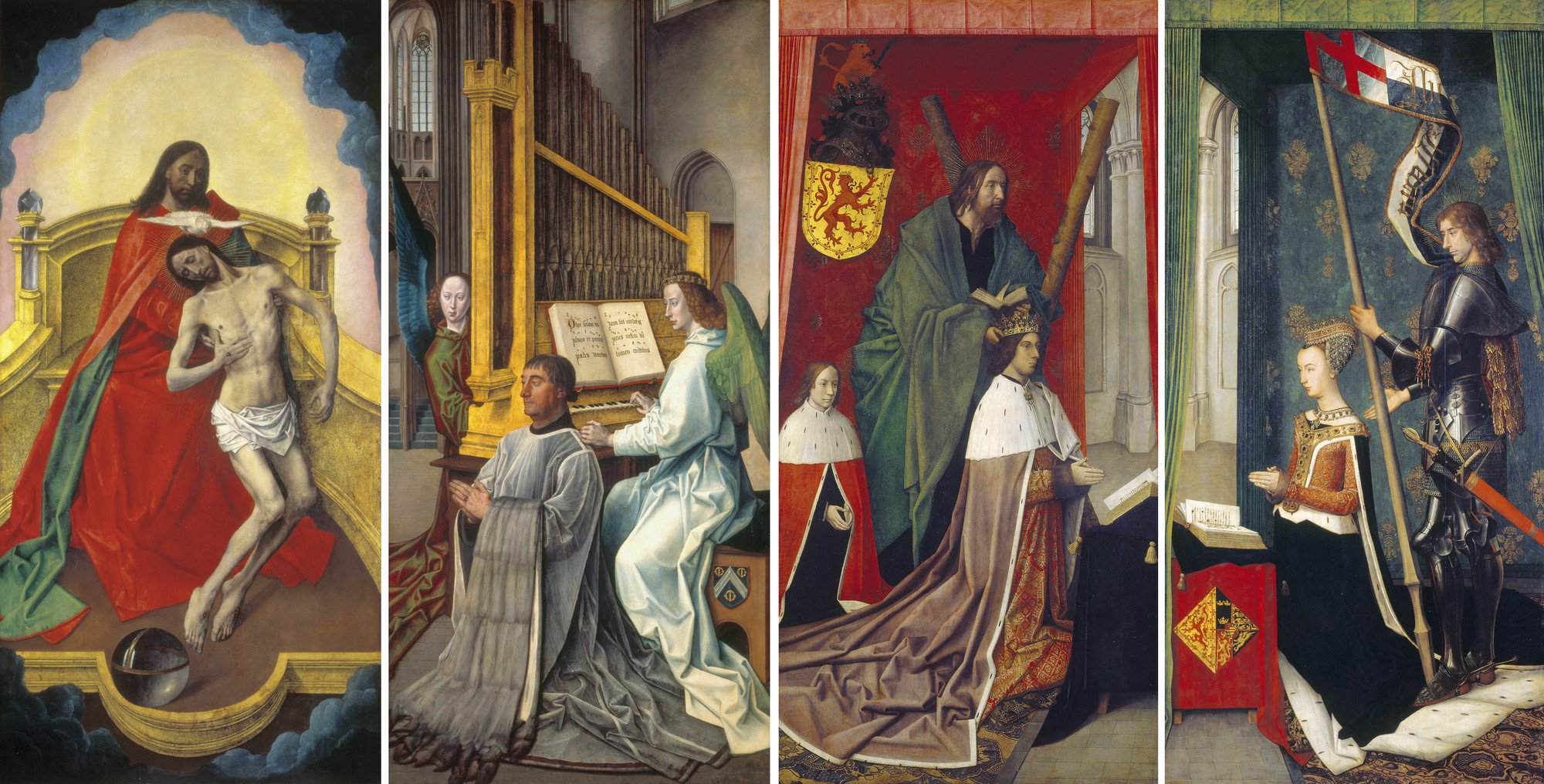
Le Retable de la Trinité.

Le Retable de la Trinité, également appelé Autel de la Trinité, est un ensemble de quatre panneaux peints (huile sur bois). Ils ont probablement été commandés par Edward Bonkil, prévôt de la  Trinity College Kirk (en) d'Édimbourg, en Écosse, à la fin du XVe siècle. L'église a été démolie en 1848 pour faire place à la gare de Waverley.

L'œuvre est attribuée au peintre primitif flamand Hugo van der Goes et constitue probablement les panneaux intérieurs et les volets extérieurs d'un triptyque. Le panneau central présumé a été perdu. Elle est l'un des rares exemples d'art religieux écossais qui a survécu à l'iconoclasme de la Réforme écossaise.

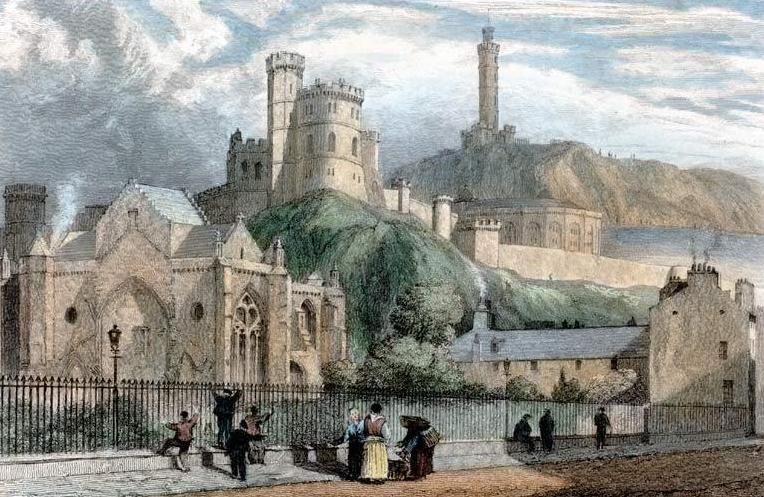
Trinity College Kirk dans une gravure de 1825.

Les panneaux font partie de la Royal Art Collection britannique et sont exposés à la National Gallery of Scotland.
Le panneau central a pu être détruit pendant la Réforme. Il pourrait être une Vierge à l'Enfant. Lorsqu'ils sont ouverts, les volets montrent le roi Jacques III d'Écosse d'une part, présenté par saint André et avec son fils aîné à l'arrière plan et la reine Marguerite d'Écosse, présentée par saint Georges, en prière les deux face au panneau central manquant. Le triptyque fermé en revanche montre la Trinité (Dieu, le Christ et le Saint-Esprit sous la forme d'une colombe) vénérée par le donateur Edward Bonkil.

## Description
Les panneaux sont de dimension importante : 202 × 100,5 cm chacun. Ils sont constitués de quatre planches verticales en chêne collées entre elles, avec des chevilles en bois disposées à intervalles réguliers sur chaque joint. L'une des chevilles est visible en radiographie sur de la cape d'hermine du roi : le grain de la cheville est perpendiculaire à celui du panneau. Les cadres dans lesquels sont maintenant exposés le panneaux datent de 1935.
Chacun des panneaux a été préparé avec de fines couches de craie et de colle animale, lissées jusqu'à l'obtention d'une finition ivoire. Sur cette couche, l'artiste a tracé la composition à l'aide d'une peinture noire diluée ou d'une encre à l'aide d'un pinceau. En lumière infrarouge, ce découpage est visible en raison de sa forte teneur en carbone. Il permet aussi de voir les modifications progressives. Ainsi, le visage de la reine a été légèrement déplacé au cours de la peinture vers une vue de trois quarts ; le changement de position de ses yeux est visible sur le réflexogramme infrarouge. Les modifications apportées à son profil sont visibles lorsque le vert du rideau de damas suit un contour différent du dessin. De même, Edward Bonkil a été initialement peint plus bas et peut-être plus de profil. L'œil et le sourcil dessinés sont visibles juste à droite de son nez.

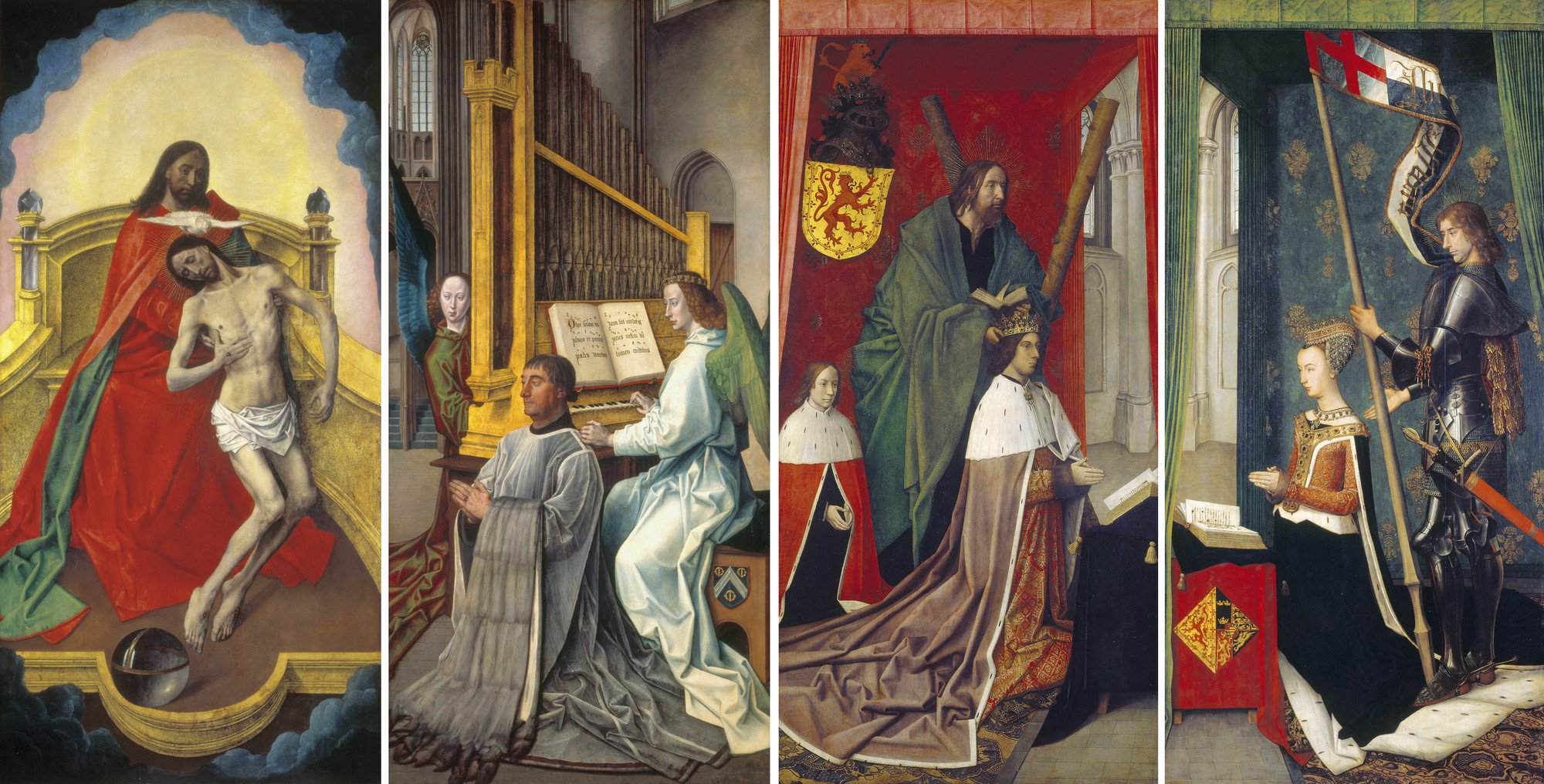
Version angrandie.

Les quatre panneaux représentent les sujets suivants :
La Trinité , sous forme de trône de grâce : Dieu le père soutient le corps du Christ ; le Saint-Esprit, la troisième figure trinitaire, est représenté par la colombe entre le col du père et la tête du fils. Lorsqu'on examine le tableau de près, on peut voir une couche métallique sous les petites pertes de la couche picturale - par exemple au niveau du petit orteil du Christ. La base du trône était à l'origine recouverte de feuilles d'or, d'argent ou d'étain, mais lors d'une restauration au milieu du XIXe siècle, elle a été complètement repeinte, probablement en raison d'une détérioration du métal.
Un religieux en prière, probablement Edward Bonkil, le prévôt de la Trinity College Kirk au moment de la réalisation de la peinture, accompagné par deux anges jouant sur un orgue. Après avoir dessiné le motif, une feuille d'or a été posée sur le panneau dans les zones de l'orgue et du trône, par-dessus une couche préparatoire d'argile rouge ou de bole. L'artiste a marqué les contours de l'orgue sur la surface plane de l'or à l'aide d'un outil fin qui a créé des lignes parallèles à peine perceptibles à l'œil nu. Les détails de l'ombrage sont habilement exécutés dans des lignes hachurées de peinture noire ou d'encre, dans un style similaire à celui du dessin sous-jacent. La feuille d'argent des tuyaux de l'orgue est bien conservée, relativement peu ternie. On peut voir des taches de sur-peinture argentée couvrant de petits dommages ou imperfections. Les hachures noires sont particulièrement fines. Le casque semble avoir été peint sur une feuille d'étain qui a ensuite été collée sur le panneau ; sa densité relative est bien visible sur la radiographie ; la fine couche de feuille d'or du bouclier situé en dessous apparaît à peine sur la radiographie.  Cette technique a été utilisée pour les têtes de portraits dans quelques autres peintures néerlandaises anciennes, notamment la tête de Tomasso Portinari dans le Triptyque Portinari de 1475, également réalisé par Hugo van der Goes. Cependant, il s'agit du premier exemple connu d'un objet (plutôt qu'une tête) peint sur une pièce de papier d'aluminium. 
Le roi Jacques III d'Écosse en prière protégé  par saint André avec, à l'arrière, un jeune garçon, peut-être le futur roi Jacques IV d'Écosse. Les armoiries de la famille royale d'Écosse sont peintes sur un mur. 
Bien qu'atténuée par les nettoyages précédents, la tête de Saint-André est particulièrement vivante, en particulier les reflets dans ses yeux, qui ajoutent à l'intensité de son regard. Ses cheveux, tombant en mèches longues, sont tout à fait typiques de la manière dont l'artiste peignait les cheveux raides. L'auréole rayonnante a été créée à partir de lignes de mordant épais à l'huile, un peu comme une pâte rigide colorée avec des ocres, sur laquelle on a collé des feuilles d'or. La dorure originale est peu visible.

La somptueuse étoffe d'or du vêtement du roi est créée par une couche d'ocre et de blanc pour former le tissu tombant en plis lourds. Par-dessus, l'artiste a peint la décoration en rouge vermillon, décoration qui change de forme et de direction avec les plis du tissu. Dans les zones d'ombre, un glacis rouge d'épaisseur et d'intensité variables est appliqué et le vermillon est laissé apparent dans les zones de surbrillance. Les fils d'or sont peints dans un ocre terne dans les zones d'ombre, qui est modulé par des touches d'empâtement de jaune d'étain et de blanc dans les zones de lumière. Pour ajouter à la richesse du tissu, un vert contenant du cuivre crée un motif décoratif supplémentaire.
La peinture de la tête du roi est de moins bonne qualité que reste des panneaux. La texture de la chair n'a aucune luminosité et son œil droit est dessiné dans le mauvais angle. La couronne est mal placée et trop grande pour sa tête. À une distance d'observation normale, son visage ressemble à un masque brun plat, comparé aux visages des autres personnages. À un moment donné de l'histoire du tableau, le visage du roi a été presque entièrement repeint. Cela peut être dû au fait que le portrait ne ressemblait pas assez au roi. Il est peu probable que Jacques III ait jamais posé pour Hugo van der Goes, car il n'existe aucune trace de sa visite en Belgique ni de celle de l'artiste en Écosse. On peut donc supposer que le portrait a été réalisé à partir d'un dessin fait par un artiste local et apporté à Bruges, peut-être par Edward Bonkil.
La reine Marguerite d'Écosse en prière avec saint Georges ou Saint Knut. Ses armoiries décorent son lutrin.Le visage de la reine a été légèrement déplacé au cours de la peinture vers une vue de trois quarts ; le changement de position de ses yeux est visible sur le réflexogramme infrarouge. Les modifications apportées à son profil sont visibles lorsque le vert du rideau de damas suit un contour différent du dessin. De même, Edward Bonkil a été initialement peint plus bas et peut-être plus de profil. L'œil et le sourcil dessinés sont visibles juste à droite de son nez.
 La coiffe de la reine est incrustée de bijoux et de perles, peints sur des aplats de peinture orange ou noire, et rehaussés de petites touches d'empâtement rigide. L'effet des pierres et des métaux précieux qui accrochent la lumière témoigne de l'habileté de l'artiste. Un collier très similaire apparaît dans le Triptyque Portinari, porté par la fille du donateur, Margherita, et a peut-être été tiré d'un même dessin.

## Datation
Les panneaux ont apparemment été commandés après 1473, date de naissance du prince, et peut-être avant 1478, date à laquelle la reine a donné naissance à un deuxième fils. Ils sont achevés avant 1482, date de la mort de Van de Goes.
On les retrouve en Angleterre au début du XVIIe siècle dans la collection de la reine Anne de Danemark, épouse du roi Jacques VI. Dans la seconde moitié du XIXe siècle, ils sont revenus en Écosse, au palais de Holyrood et, depuis 1931, ils sont en prêt à la National Gallery of Scotland.